# Gypsophila tuberculosa
Gypsophila tuberculosa är en nejlikväxtart som beskrevs av Hub.-mor. Gypsophila tuberculosa ingår i släktet slöjor, och familjen nejlikväxter. Inga underarter finns listade i Catalogue of Life.